# Claudia Sheinbaum
Claudia Sheinbaum Pardo (Città del Messico, 24 giugno 1962) è una politica, fisica, ingegnere e ricercatrice messicana, presidente del Messico dal 1º ottobre 2024.
Il 1º luglio 2018 è stata eletta a capo del governo del Distretto Federale di Città del Messico, come parte della coalizione Juntos Haremos Historia. È la seconda donna e la prima ebrea ad essere eletta a questa posizione a Città del Messico.
Sheinbaum ha un dottorato di ricerca in ingegneria energetica ed è autrice di oltre 100 articoli e due libri sui temi dell'energia, dell'ambiente e dello sviluppo sostenibile. È stata segretaria dell'Ambiente di Città del Messico dal 2000 al 2006 durante il mandato del sindaco Andrés Manuel López Obrador ed è stata sindaca di Tlalpan dal 2015 al 2017. Nel 2018 è stata inserita nella lista del premio 100 donne della BBC.
Nel 2023 Sheinbaum viene menzionata come possibile candidata alle elezioni presidenziali del 2024. A seguito delle elezioni primarie del partito, Sheinbaum ottiene la candidatura ufficiale, gareggiando quindi alle presidenziali, al termine delle quali viene eletta, diventando così la prima donna ebrea a essere eletta come Presidente in Nord America.

## Biografia
Nasce a Città del Messico in una famiglia ebrea. I genitori aschenaziti di suo padre emigrarono dalla Lituania a Città del Messico negli anni '20; i genitori sefarditi di sua madre emigrarono lì da Sofia, in Bulgaria, all'inizio degli anni '40 per sfuggire all'Olocausto. Entrambi i suoi genitori sono scienziati: suo padre è l'ingegnere chimico Carlos Sheinbaum Yoselevitz, e sua madre, Annie Pardo Cemo, biologa, è professoressa emerita della facoltà di scienze dell'Università Nazionale Autonoma del Messico. Suo fratello è un fisico. Dal 1987 al 2016 è stata sposata con il politico Carlos Ímaz Gispert col quale ha avuto una figlia, Mariana, nata nel 1988. È diventata anche matrigna di Rodrigo Ímaz Alarcón (nato nel 1982 e ora regista).

## Carriera accademica
Sheinbaum ha studiato fisica all'Università Nazionale Autonoma del Messico (UNAM), dove ha conseguito la laurea nel 1989, un master nel 1994 e un dottorato di ricerca (1995) in ingegneria energetica. Ha svolto la tesi di dottorato presso il Lawrence Berkeley National Laboratory a Berkeley, in California analizzando l'uso dell'energia nei trasporti del Messico. Ha pubblicato studi sull'uso energetico degli edifici in Messico e ottenuto un dottorato di ricerca in ingegneria energetica e fisica.
Nel 1995 è entrata a far parte della facoltà dell'Istituto di Ingegneria dell'UNAM. È stata ricercatrice presso l'Istituto di Ingegneria ed è membro del Sistema Nazionale di Ricerca che dell'Accademia messicana di scienze. Nel 1999 ha ricevuto il premio di miglior giovane ricercatore UNAM in ingegneria e innovazione tecnologica.
Nel 2006 Sheinbaum, dopo un'esperienza in politica, è tornata all'UNAM.
Nel 2007 è entrata a far parte dell'Intergovernmental Panel on Climate Change (IPCC) presso le Nazioni Unite nel campo dell'energia e dell'industria per il quarto rapporto di valutazione dell'IPCC. Il gruppo ha vinto il premio Nobel per la Pace quell'anno. Nel 2013 è stata coautrice del Quinto rapporto di valutazione dell'IPCC insieme ad altri 11 esperti nel campo dell'industria.

## Attività politica
Si definisce “figlia del 1968”, in riferimento al movimento studentesco, represso nel sangue dall'esercito, a cui parteciparono i suoi genitori. Durante il suo periodo come studentessa presso l'Università Nazionale Autonoma del Messico, è stata membro del Consiglio Studentesco Universitario, un gruppo di studenti che sarebbe diventato il movimento giovanile fondatore del Partito Messicano della Rivoluzione Democratica (PRD). Ha preso parte ai movimenti di solidarietà con le lotte operaie e contadine, nonché al movimento del 1987 per il mantenimento dell'istruzione universitaria gratuita. Nel 1982 ha anche fatto campagna elettorale per Rosario Ibarra, la prima donna candidata alle elezioni presidenziali in Messico e figura di spicco nella difesa dei diritti umani nel Paese.
Il 20 novembre 2000 è entrata a far parte del gabinetto del Capo del governo di Città del Messico Andrés Manuel López Obrador e dal 5 dicembre 2000 è stata Segretario dell'Ambiente di Città del Messico. Durante il suo mandato, conclusosi nel maggio 2006, ha istituito un centro di immatricolazione elettronica dei veicoli per Città del Messico. Ha anche supervisionato l'introduzione del Metrobus, un autobus di transito rapido con corsie dedicate, e la costruzione del secondo piano dell'Anillo Periférico, la circonvallazione di Città del Messico.
López Obrador ha proposto Sheinbaum per il Segretariato dell'ambiente e delle risorse naturali nella sua proposta di gabinetto nella campagna per le elezioni presidenziali messicane del 2012. Nel 2014 si è unita al movimento scissionista di Lopez Obrador che si è staccato dal partito di sinistra messicano tradizionale, il Partito della Rivoluzione Democratica. È stata Segretario dell'Ambiente nel 2015.

### Sindaca di Tlalpan
Dalla fine del 2015, Sheinbaum è stata sindaca di Tlalpan. Si è dimessa dall'incarico dopo aver ricevuto la nomina a candidata per la carica di sindaca di Città del Messico per la coalizione Juntos Haremos Historia (Insieme faremo la storia), composta dal Movimento di Rigenerazione Nazionale (MORENA), dal Partito Laburista (PT) e dal Partito di Incontro Sociale (PES).

### Sindaca di Città del Messico

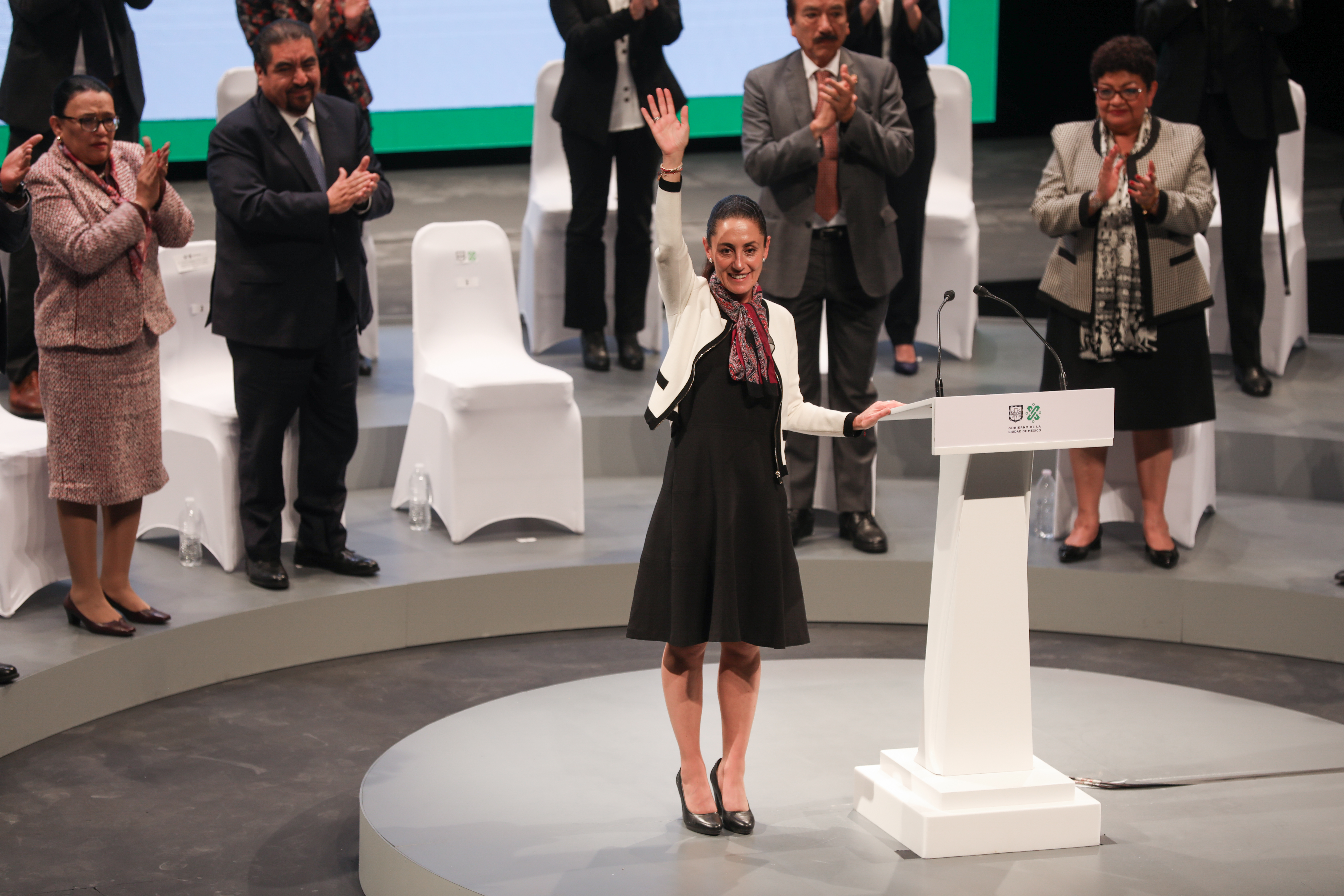
Dopo aver assunto la carica di capo del governo, Claudia Sheinbaum si è recata al Teatro di Città del Messico per presentare il suo gabinetto.

Il 1º luglio 2018 Sheinbaum è stata eletta per un mandato di sei anni come capo del governo del Distretto Federale di Città del Messico, sconfiggendo altri sei candidati. Durante la campagna, Sheinbaum è stata accusata dal PAN di essere responsabile del crollo di una scuola elementare in un terremoto di livello 7,1 che ha ucciso 19 bambini nel 2017. È diventata sia la prima donna sindaco di Città del Messico, sia il primo sindaco ebreo di quella città.
La sua amministrazione è stata caratterizzata da questioni ecologiche e da una forte politica sociale, creando infrastrutture (trasporti per aprire le periferie, università, ecc.) e distribuendo aiuti sociali nei quartieri più poveri. In termini di sicurezza, il tasso di omicidi è stato quasi dimezzato durante il suo mandato di sindaco.
Nel giugno 2019 ha annunciato un nuovo piano ambientale di sei anni. Comprende la riduzione dell'inquinamento atmosferico del 30%, la piantumazione di 15 milioni di alberi, la messa al bando della plastica monouso e la promozione del riciclaggio, la costruzione di un nuovo impianto di raccolta differenziata, la fornitura di servizi idrici a tutte le abitazioni, la costruzione di 100 chilometri di corridoi ad uso esclusivo delle linee filobus e del sistema Metrobús di Città del Messico e la costruzione e installazione di scaldabagno e pannelli solari.
Nel settembre 2019 ha annunciato un investimento di 40 miliardi di pesos (2 miliardi di dollari USA) per modernizzare la metropolitana di Città del Messico nei prossimi cinque anni, inclusi modernizzazione, potenziamento, nuovi treni, miglioramento di stazioni, scale, controllo e automazione dei treni, informazioni per gli utenti e sistemi di pagamento.
È stata nominata dalla City Mayors Foundation per il premio World Mayor nel 2021 in Nord America per la sua gestione della pandemia di COVID-19 in Messico.

### Disastro della metropolitana linea 12 del 2021
Il 3 maggio 2021 un treno stava viaggiando sulla linea 12 della metropolitana di Città del Messico quando una trave che sosteneva il cavalcavia su cui viaggiava il treno è crollata uccidendo 26 persone e ferendone più di 70. Alcuni critici hanno affermato che Sheinbaum e altri leader avrebbero dovuto lavorare di più per migliorare l'infrastruttura della metropolitana. Alcuni osservatori politici hanno suggerito che le ricadute politiche dell'incidente avrebbero potuto danneggiare la potenziale candidatura di Sheinbaum alle elezioni presidenziali del 2024.

### Le dimissioni
il 12 giugno 2023 annuncia pubblicamente la scelta di dimettersi da capo del governo, inviando le dimissioni al Congresso di Città del Messico. Afferma poi che il motivo delle dimissioni riguarda la scelta del candidato di Morena alla presidenza in vista delle elezioni del 2024. Le dimissioni hanno avuto effetto dal 16 giugno seguente. Viene sostituita dal politico Martí Batres. Si è dimessa con una popolarità record del 68%.

### Campagna presidenziale
Il 6 settembre 2023, Claudia Sheinbaum è diventata la candidata della coalizione Insieme faremo la storia, che comprende il Movimento di rigenerazione nazionale (Morena), il Partito del lavoro e il Partito ecologista verde del Messico, dopo aver vinto le primarie contro altri cinque candidati.
La sua campagna elettorale si svolge all'insegna dello slogan: “Per il bene di tutti, prima i poveri”. Ha promesso di portare avanti le riforme economiche di Andrés Manuel López Obrador per rafforzare lo Stato sociale e di perseguire una politica “sulle energie rinnovabili, sull'acqua che il Messico sta per esaurire e sulla questione della violenza, in particolare contro le donne”. Ha dichiarato che continuerà ad aumentare le prestazioni sociali e il salario minimo, a rafforzare le aziende energetiche pubbliche (petrolio ed elettricità) e a portare avanti i progetti infrastrutturali, in particolare ferroviari, avviati dal presidente uscente. Ha dedicato gran parte del suo programma all'ambiente: ripristinare le risorse acquatiche e forestali, vietare la fratturazione idraulica e gli OGM e porre fine alle concessioni minerarie a cielo aperto. È favorevole alla legalizzazione dell'aborto.

## Vita privata
Nel 1986 Sheinbaum incontrò Carlos Ímaz Gispert, una figura politica di spicco, durante il suo mandato all'Università di Stanford. Si sono sposati nel 1987 e si sono separati nel 2016. Hanno una figlia di nome Mariana, nata nel 1988. Attraverso il matrimonio, Sheinbaum è diventata la matrigna di Rodrigo Ímaz Alarcón, nato nel 1982, regista.
Nel 2016 ha iniziato a frequentare Jesús María Tarriba Unger, un analista dei rischi finanziari della Banca del Messico, che aveva conosciuto all'università. Nel novembre 2023, Sheinbaum ha annunciato il suo matrimonio con Tarriba tramite piattaforme di social media.

## Pubblicazioni
Sheinbaum è autrice di oltre 100 articoli e due libri sui temi dell'energia, dell'ambiente e dello sviluppo sostenibile. Questa una selezione:
- Consumo di energia e emissioni di CO2 del trasporto automobilistico in Messico e scenari di mitigazione, Ávila-Solís JC, Sheinbaum-Pardo C. 2016.
- Analisi di decomposizione dai servizi della domanda alla produzione di materiale: il caso delle emissioni di CO2 dell'acciaio prodotto per automobili in Messico , Applied Energy, 174: 245-255, Sheinbaum-Pardo C. 2016.
- L'impatto degli standard di efficienza energetica sul consumo di elettricità residenziale in Messico , Energy for Sustainable Development, 32:50-61 Martínez-Montejo SA, Sheinbaum-Pardo C. 2016.
- Scienza e tecnologia nel quadro degli obiettivi di sviluppo sostenibile, World Journal of Science , Technology and Sustainable Development, 14:2 - 17 . Imaz M. Sheinbaum C. 2017.
- Valutare gli impatti della domanda finale sulle emissioni di CO2-eq nell'economia messicana: un'analisi input-output , ingegneria energetica e energetica, 9:40-54, Chatellier D, Sheinbaum C. 2017.
- Riforme del settore elettrico in quattro paesi dell'America latina e il loro impatto sulle emissioni di anidride carbonica e sulle energie rinnovabili, Ruíz-Mendoza BJ, Sheinbaum-Pardo C. Energy Policy, 2010
- Consumo di energia e relative emissioni di CO2 in cinque paesi dell'America Latina: Cambiamenti dal 1990 al 2006 e prospettive, Sheinbaum C, Ruíz BJ, Ozawa L. Energy, 2010.
- Mitigazione delle emissioni di carbonio mentre avanzano le priorità di sviluppo nazionale: il caso del Messico, C Sheinbaum, O Masera, Cambiamento climatico, Springer, 2000.
- Consumo di energia ed emissioni di CO2 per l'industria del cemento del Messico, C Sheinbaum, L Ozawa, Energy, Elsevier, 1998.
- Consumo di energia ed emissioni di CO2 nell'industria siderurgica messicana, L Ozawa, C Sheinbaum, N Martin, E Worrell, L Price, Energy, Elsevier, 2002.
- Nuove tendenze nell'efficienza energetica industriale nell'industria siderurgica messicana, L Ozawa, N Martin, E Worrell, L Price, C Sheinbaum, OSTI, 1999.
- Efficienza nell'uso finale dell'elettricità messicana: esperienze fino ad oggi, R Friedmann, C Sheinbaum, Annual Review of Energy and the Environment, 1998.
- Incorporare le preoccupazioni per lo sviluppo sostenibile nella mitigazione dei cambiamenti climatici: un caso di studio, OR Masera, C Sheinbaum, Climate Change and Development, UDLAP, 2000.